# Sarfarosh
Sarfarosh (Hindi: सरफ़रोश, Urdu: سرفروش, italiano: Martire) è un film indiano del 1999 diretto, scritto e prodotto da John Matthew Matthan. Protagonisti del film sono Aamir Khan, Sonali Bendre e Naseeruddin Shah. John ha iniziato a lavorare su Sarfarosh nel 1992, trascorrendo sette anni in ricerche, pre-produzione e produzione sino al momento il cui il film è stato finalmente proiettato, il 30 aprile 1999. Il film ha avuto un'accoglienza piuttosto tiepida ai box office., ma è stato acclamato dalla critica, che gli fece avere anche una nomination ai Filmfare Award per il miglior film.